# Галиуллин, Талгат Набиевич
Талга́т Наби́евич Галиу́ллин (тат. Тәлгат Нәби улы Галиуллин; род. 22 июля 1938, Кичкальня, Октябрьский район, Татарская АССР, РСФСР, СССР) — советский и российский татарский литературовед, писатель, критик. Доктор филологических наук (1981), профессор (1983). Заслуженный деятель науки Российской Федерации (2009). Народный писатель Республики Татарстан (2023). Заслуженный деятель науки Республики Татарстан (1993). Лауреат Государственной премии Республики Татарстан имени Габдуллы Тукая (2019).
Из крестьянской семьи. В 1961 году окончил отделение татарского языка и литературы историко-филологического факультета Казанского государственного университета имени В. И. Ульянова-Ленина, где затем работал ассистентом кафедры татарского языка (1961—1962). Затем был младшим научным сотрудником отдела фольклора Института языка, литературы и истории Казанского филиала Академии наук СССР (1962—1965), старшим преподавателем кафедры русской и зарубежной литературы (1965—1966), заместителем декана филологического факультета (1966—1967), проректором по учебной и научной работе (1967—1971), и, наконец, ректором Елабужского педагогического института (1971—1986). В дальнейшем работал профессором кафедры татарской литературы Казанского государственного педагогического института (1986—1988), после чего вернулся в Казанский университет, где был профессором кафедры русской и зарубежной литературы (1988—1989), деканом факультета татарской филологии, истории и восточных языков (1989—2000), заведующим кафедрой методики преподавания татарского языка и литературы (2000—2012). Член Союза писателей СССР (1972), член-корреспондент Академии наук Республики Татарстан (1998). В научной работе специализируется на литературоведении, сосредоточился на изучении татарской поэзии XX века, в частности, анализировал творчество Дэрдменда, Х. Туфана, Р. Хариса, Г. Рахима, Р. Гаташа. Известен как автор мемуарной прозы, рассказов, повестей, а также детективных романов, в которых исследовал 1990-е годы.

## Биография
Талгат Набиевич Галиуллин родился 22 июля 1938 года в деревне Кичкальня Октябрьского района Татарской АССР. Из семьи крестьян-колхозников. Мать — Исламия Шафигулловна, отец — Набиулла Галиуллович, участник советско-финской и Великой Отечественной войн, потерял в боях ногу. В семье, включая старшего Талгата, было восемь детей — Афгат, Ахат, Асхат, Лилия, Сария, Сульма, Сагъдия.
Окончив восьмилетнюю школу в родном селе, а затем и десятилетнюю в соседнем селе Новоальметьево, с целью помочь своей семье уехал на заработки в Краснотурьинск, что в Свердловской области, где год проработал электриком на алюминиевом заводе. Приехав в Казань в 1956 году, поступил на отделение татарского языка и литературы историко-филологического факультета Казанского государственного университета имени В. И. Ульянова-Ленина, который окончил в 1961 году. Во время учёбы занимался в нескольких кружках, в том числе в театральном, также пробовал писать стихи. По получении образования, в 1961—1962 годах работал в университете в должности ассистента кафедры татарского языка, а в 1962—1965 годах был младшим научным сотрудником отдела фольклора под руководством Х. Х. Ярми в Институте языка, литературы и истории Казанского филиала Академии наук СССР. В 1964 году вступил в КПСС. В 1965 году окончил аспирантуру.
В 1965 году был переведён в Елабужский педагогический институт, где начал читать лекции по татарской и русской литературе. В 1965—1966 годах был старшим преподавателем кафедры русской и зарубежной литературы, а в 1966—1967 годах — заместителем декана филологического факультета. Помимо преподавательской работы, в 1967—1971 годах занимал пост проректора института по учебной и научной работе. В 1968 году получил учёную степень кандидата филологических наук, защитив в Казанском университете диссертацию «Современная татарская поэзия и народное творчество» под научным руководством профессора Х. У. Усманова. В 1970 году получил учёное звание доцента по кафедре русской и зарубежной литературы. В 1971—1986 годах, в течение 15 лет, занимал пост ректора Елабужского педагогического института. Под руководством Галиуллина институт превратился в высшее учебное заведение первой категории, имеющее в своём составе девять факультетов, а также обзавёлся новыми учебно-вспомогательными корпусами, в частности, столовой и общежитием. В 1981 году получил учёную степень доктора филологических наук, защитив в Академии наук Казахской ССР в Алма-Ате диссертацию «Становление и развитие метода социалистического реализма в татарской советской поэзии 1917—1941 гг.». В 1983 году получил учёное звание профессора.
В 1986 году, после поступившей в партийные органы жалобы, уехал в Казань. Поступив на работу в Казанский государственный педагогический институт, до 1988 года там был профессором кафедры татарской литературы. В 1988 году вернулся в Казанский университет, где стал профессором кафедры русской и зарубежной литературы (1988—1989). Во время «перестройки» стал организатором факультета татарской филологии, истории и восточных языков, первым деканом которого был в 1989—2000 годах. Под руководством Галиуллина факультет стал одним из центров возрождения национального образования в республике, обладавшим большим научным потенциалом. В 2000—2012 годах занимал пост заведующего кафедрой методики преподавания татарского языка и литературы. Член-корреспондент Академии наук Республики Татарстан с 1998 года. Председатель Совета защиты докторской диссертации по национальным вопросам и литературам Российской Федерации (с 1991 года), диссертационного совета при Казанском университете по защите диссертации на степень кандидата наук. Подготовил 20 кандидатов и двух докторов наук. Участвовал в написании Татарской энциклопедии, энциклопедии Тукая. Является членом редакционных коллегий ряда изданий, в том числе журнала «Казан утлары».

## Творческая и научная работа

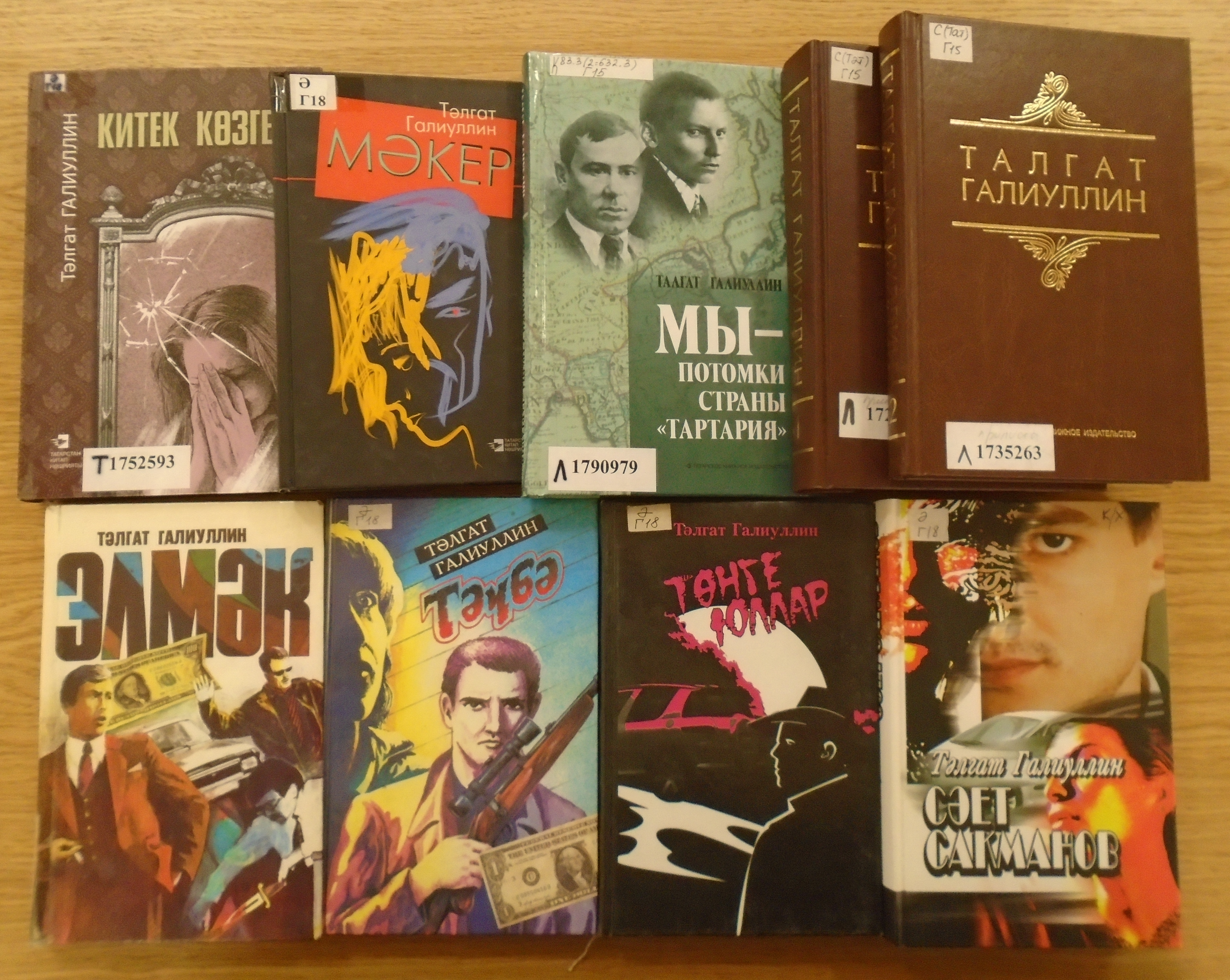
Некоторые книги Галиуллина

Член Союза писателей СССР (Татарстана) с 1972 года. Является автором ряда романов, рассказов, повестей, литературно-критических статей, а также мемуарной прозы. По словам Р. Хариса, Галиуллин является редким примером учёного литературоведа, сочетающего в себе вещи и ипостаси литературного критика и успешного прозаика, тогда как «обширные познания в мировой литературе, большой опыт вузовского лектора, умение просто, без занудного академизма говорить о сложном делают его „полномочным послом“ татарской литературы всегда и везде».
Широкую известность Галиуллину принесла документальная повесть «Замана балалары» («Дети своего времени», 1993), а также сборник рассказов и публицистических статей «Дәгъва» («Претензия», 1995), в которых он делится своими воспоминаниями и размышлениями о недостатках в советском и постсоветском обществе на примере реальных жизненных историй, выраженных через иронию и юмор. Детективная трилогия «Сәет Сакманов» («Саит Сакманов», 2005), состоящая из романов «Тәүбә» («Покаяние», 1996), «Элмәк» («Петля», 1998) и «Төнге юллар» («Ночные дороги», 2003), стала вершиной творчества Галиулина как прозаика, живописателя судеб «сильных мира сего», главарей мафиозных группировок, олигархов, денежных магнатов в период «демократических» преобразований 1990-х годов. Рисуя картину острых проблем современности, Галиуллин выступает против того, чтобы убийства, борьба за деньги и власть, мстительность, бесчеловечность, жестокость, вся эта «сакмановщина», являлись нормой существующего общества. Так, главный герой, уволенный из правоохранительных органов за правдоискательство, в конце концов из-за стремления к наживе сам превращается в преступника и распространителя зла, став одновременно детищем и творцом своей эпохи. Таким образом, его породило современное общество, оно же и погубило, так как, по выражению самого автора, «за такое богатство нужно платить». В дальнейшем также вышли сборники повестей и рассказов «Гомер тәлгәшләре» («Гроздья жизни», 1999) и «Мәкер» («Коварство», 2008).
Является автором более 400 научных работ, в том числе книг, монографий, статей. Участвовал в составлении ряда учебно-методических пособий по истории татарской поэзии, является соавтором нескольких учебников по татарской литературе для средней школы и средних учебных заведений. Считается выдающимся татарским учёным-литературоведом. Специализируется на истории татарской поэзии XX века, понимании её как единого литературного процесса, фактически создав по этому вопросу особую научную школу в области литературоведения. Публиковаться в печати начал в начале 1960-х годов с искусствоведческой критикой. Первая серьёзная статья вышла в 1964 году в журнале «Казан утлары» и была посвящена отражению народных устных традиций в поэзии С. Хакима, после чего последовали другие публикации, ставшие серьёзными исследования татарской поэзии и составившие сборники «Яңа үрләр яулаганда» («Завоёвывая новые высоты», 1972) и «Еллар юлга чакыра» («Годы зовут», 1975). В дальнейшем были изданы такие труды, как «Социалистик реализм юлыннан» («На пути социалистического реализма», 1977), «Дыхание времени» (рус., 1979), «Безнең заман — үзе җыр» («Песня нашего времени», 1982), «Шагыйрьләр һәм шигырьләр» («Поэты и поэзия», 1985), «Здравствуй, поэзия!» (рус., 1987), «Дәвамлылык» («Преемственность», 1987), «Илһам чишмәләре» («Родники творчества», 1988), «Гомер учагы» («Древо жизни», 1991), «Шигърият баскычлары» («Ступени поэзии», 2002), «Шәхесне гасырлар тудыра» («Личность, порождённая веками», 2003), «Әдәбият — хәтер хәзинәсе» («Литература — кладезь памяти», 2007), «Яктылык» («Просвет», 2011), в которых критический взгляд на развитие татарской литературы в целом и национальной поэзии в частности сочетается с научной обоснованностю выводов и теоретической подготовленностью автора.
Самые важные работы автора относятся к татарской поэзии 1920—1930-х и 1960—1990-х годов, творчеству Дэрдменда, С. Рамиева, М. Джалиля, Х. Туфана, Х.Такташа, Ш. Маннура, А. Файзи, Н. Исанбет, А. Ерикея, М. Магдеева, Г. Баширова, Р. Хариса, Г. Афзала, Р. Файзуллина, И. Юзеева, Ш. Галиева, Х. Аюпова, Г. Рахима, Р. Гаташа, М. Аглямова, Р. Миннуллина, Р. Зайдуллы, Зульфата, изучению их литературного вклада и эстетических открытий. Особое внимание уделяет различным аспектам творчества Г. Тукая, в частности, изучению его пейзажной лирики, до того не привлекавшей внимания исследователей. Также интересуется нравственно-эстетическими проблемами современной татарской прозы на примере жанров — повесть, автобиография, исторический роман. Вместе с тем, автор подробно изучает творчество татарских писателей и поэтов первой половины XX века, таких как Г. Ибрагимов, Ш. Усманов, К. Тинчурин, Ф. Карим, К. Амири, А. Сагиди, В. Джалял, К. Карипов, Ш. Бабич, Ш. Фидаи, Д. Губайди, вводя в научный оборот незаслуженно забытые имена этих деятелей искусства, а также останавливаясь на причинах угасания их литературной жизни в результате исторических и политических событий, в том числе из-за гражданской войны или сталинских репрессий. Также занимается исследованием литературного наследия татарских писателей, живших в Башкортостане. Будучи другом писателя М. Магдеева, выпустил посвящённое ему роман-эссе «Мөхәммәт Мәһдиев йолдызлыгы» («Созвездие Мухаммета Магдеева», 2012). Также в последние годы изданы следующие работы Галиуллина — книга о татарской поэзии XX—XXI веков «Мы — потомки страны Тартария» (рус., 2018), сборник прозы «Китек көзге» («Отколотое зеркало», 2018), сборник рассказов и воспоминаний о своих современниках «Татар әреме» («Татарская полынь», 2021).

## Награды
Ордена, медали
- Орден Дружбы (1999 год) — за заслуги перед государством, большой вклад в укрепление дружбы и сотрудничества между народами, многолетнюю плодотворную деятельность в области культуры и искусства[42].
- Орден «Знак Почёта» (1976 год)[43].
- Медаль «В память 1000-летия Казани» (2005 год)[44].
- Медаль «За доблестный труд» (2018 год) — за большой вклад в развитие татарского литературоведения и многолетнюю плодотворную научно-педагогическую деятельность[45].

Звания
- Почётное звание «Заслуженный деятель науки Российской Федерации» (2009 год) — за большие заслуги в научной деятельности[46].
- Почётный работник высшего профессионального образования Российской Федерации (1998 год)[44].
- Отличник народного просвещения (1994 год)[10].
- Почётное звание «Народный писатель Республики Татарстан» (2023 год) — за большой вклад в развитие татарской литературы и многолетнюю творческую деятельность[47].
- Почётное звание «Заслуженный деятель науки Республики Татарстан[тат.]» (1993 год)[2].

Премии

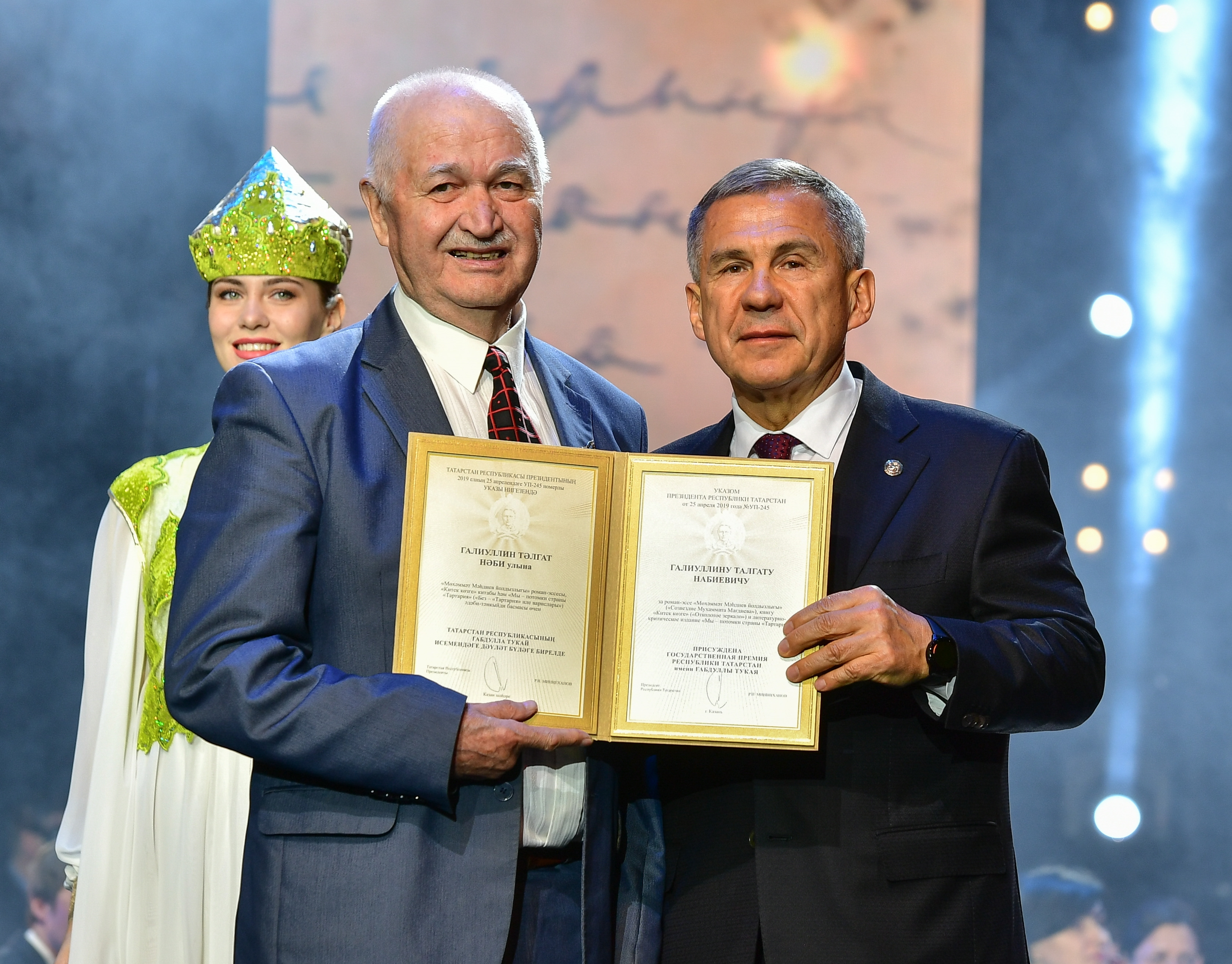
Вручение премии имени Тукая, 2019 год

- Государственная премия Республики Татарстан имени Габдуллы Тукая (2019 год) — за роман-эссе «Мөхәммәт Мәһдиев йолдызлыгы» («Созвездие Мухаммета Магдеева»), книгу «Китек көзге» («Отколотое зеркало») и литературно-критическое издание «Мы — потомки страны „Тартария“»[48]. Вручена президентом Республики Татарстан Р. Н. Миннихановым на церемонии в выставочном комплексе «Казань Экспо»[49].
- Международная премия имени Кул Гали (1998 год)[23].
- Литературная премия имени Гаяза Исхаки (1997 год)[50].
- Литературная премия имени Джамала Валиди (2013 год)[51].
- Премия Академии наук Республики Татарстан имени Галимджана Ибрагимова (2014 год)[52].

Прочие
- Почётная грамота Республики Татарстан (1994 год)[3].
- Благодарность президента Республики Татарстан (2013 год) — за многолетний плодотворный труд, большой вклад в подготовку высококвалифицированных специалистов, активную научно-педагогическую деятельность[53].
- Звание «Заслуженный профессор Казанского университета» (2008 год)[54].

## Личная жизнь
Первая жена — Галия, скончалась в 2003 году от рака. Два сына — Ильшат и Булат. Вторая жена — поэтесса Фаузия Султан (род. 1958), лауреат литературной премии имени Сажиды Сулеймановой (2019), имеет двух сыновей от первого брака. В 1999 году перенёс инсульт, после которого остался частично парализованным на левую ногу, а в 2010 году смог оправиться от второго.